# Ludolph Christian Treviranus
Ludolph Christian Treviranus (Bremen, 18 de setembro de 1779 — Bonn, 6 de maio de 1864) foi um naturalista alemão.